# Callipallene producta
Callipallene producta is een zeespin uit de familie Callipallenidae. De soort behoort tot het geslacht Callipallene. Callipallene producta werd in 1888 voor het eerst wetenschappelijk beschreven door Sars. 